# Epiphile orea
Epiphile orea är en fjärilsart som beskrevs av Jacob Hübner 1816/24. Epiphile orea ingår i släktet Epiphile och familjen praktfjärilar. Inga underarter finns listade i Catalogue of Life.

## Bildgalleri

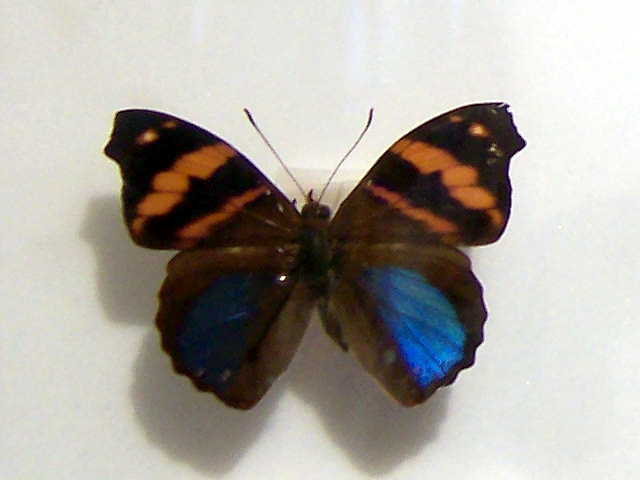
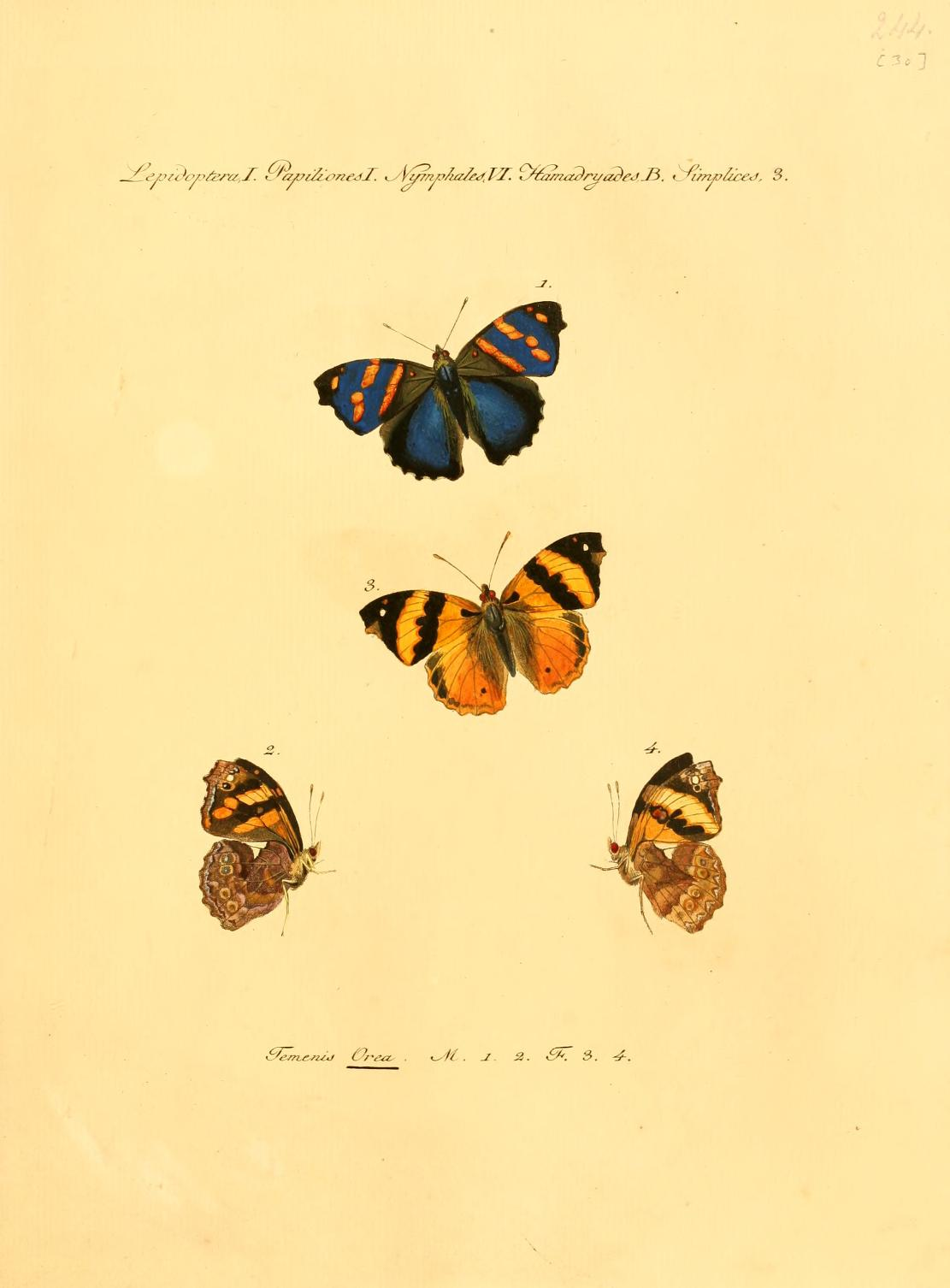
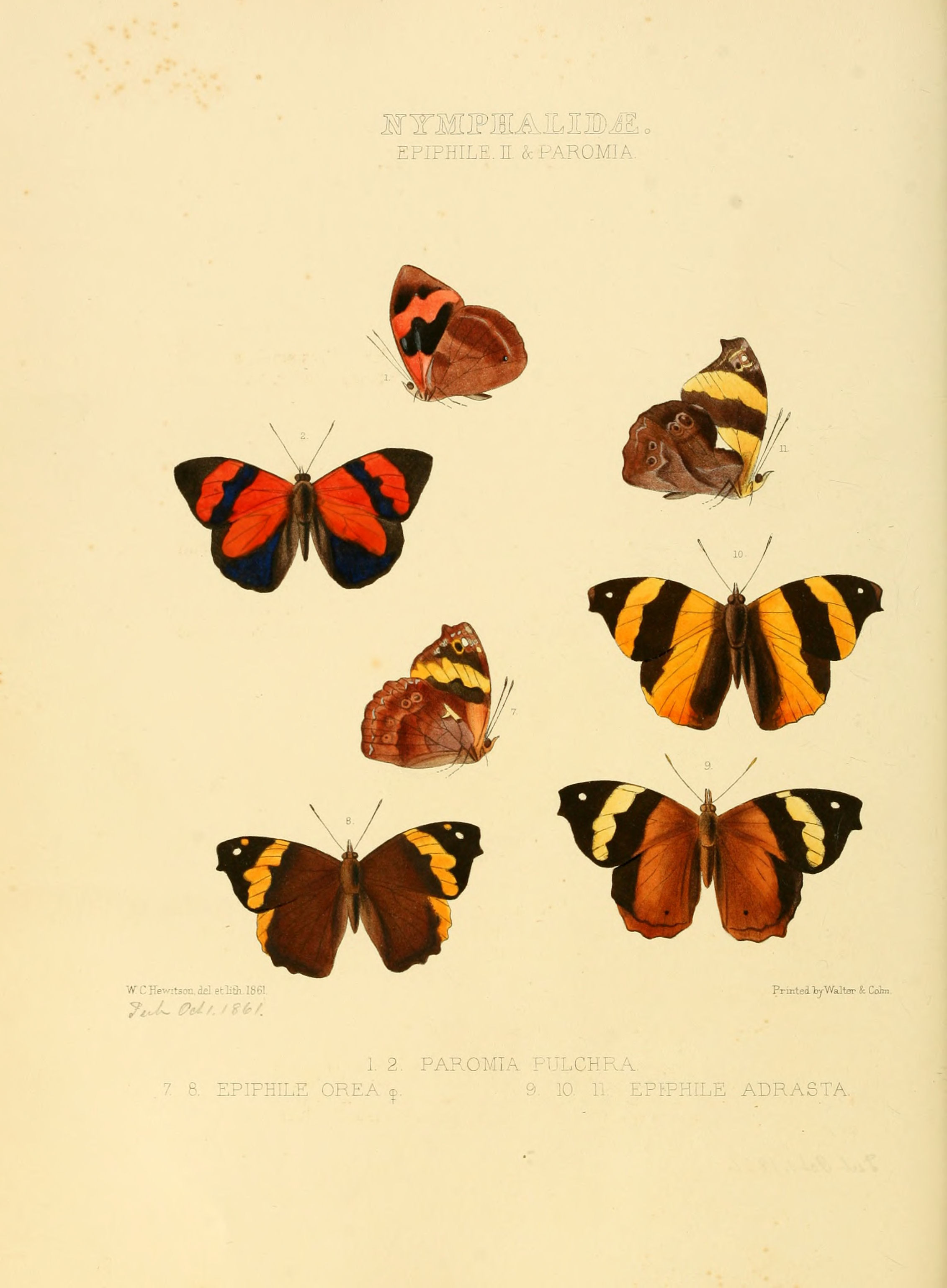